# Johann Avenarius II.
Johann Avenarius  (Öhringen, 1579 körül – Wittenberg, 1631. december 25.) német jogász, egyetemi tanár.

## Életpályája
Johann Avenarius (Averanius János) 1579 körül született Öhringenben. Apja József Habermann, a jénai Fekete Sas fogadó tulajdonosa, anyja Magdalena az Öhringenből származó Burch Hard Stenzler lánya volt. Iskoláit Jenaban és Zwickauban végezte. Johann Avenarius az unokája volt Johann I. Avenariusnak. Tanulmányait a Jenai Egyetemen végezte, ahol három évig filozófiát tanult, ezt követően regensburgi tanárként dolgozott, majd jogi tanulmányait a Helmstedt-i Egyetemen folytatta.
Visszatért Jénába, ahol saját házában magániskolát alapított. Később Ausztriába ment. 1609-ben Strasbourgba, majd Bázelba és Freiburgba, 1613-ban pedig Drezdába került, ahol unokatestvére Josef Avenarius fogadta. Innen 1617-ben a Wittenberg-i Egyetemre került, ahol retorika professzori állást kapott. Ezt a posztot 14 évig, egészen haláláig megtartotta. Elsősorban Cicero ékesszólásait tanította. 1631. szeptember 9-én megbetegedett, majd karácsony napján meghalt. Testét Wittenbergben temették el december 29-én.

## Családja
Felesége Anna volt (született: Wittenberg 1597 december 21; †  Wittenberg,  1632. január 18), aki az egyetem és a Választási Iroda vezetőjének Schössers Elias Jahnnak és feleségének, Anna Hortnak a lánya volt. Két fia és egy lánya született, közülük csak a legfiatalabb Christopher Avenarius élte túl az anyát.

## Munkái
- Collegium Politicum
- Quastiones Juris
- Synopsin Oeconomicam
- De Dectoribus
- De Virtutibus Principum
- Selectissimas Philosophiae practicae Quastiones & C.